# Деже Лемгеньї
Деже Лемгеньї (угор. Dezső Lemhényi, 9 грудня 1917 — 4 грудня 2003) — угорський ватерполіст.
Олімпійський чемпіон 1952 року, срібний призер 1948 року.